# 中華玉黍螺
中華玉黍螺（学名：Littoraria sinensis），又名中華濱螺，是腹足綱玉黍螺形類支序玉黍螺科玉黍螺属的一种
。栖息在河口红树林地区，是香港紅樹林的常見物種，甚至連龍尾也有牠們的踪影。